# Orthosia alurina
Orthosia alurina là một loài bướm đêm trong họ Noctuidae.